# Tháng 9 năm 2012
Tháng 9 năm 2012 bắt đầu vào Thứ Bảy và kết thúc sau 30 ngày vào Chủ Nhật.

## Chủ đề:Thời sự
| 18 tháng 03, 2025 - Một loạt trận động đất ở Vân Nam, Trung Quốc, làm thiệt mạng ít nhất 89 người và hơn 800 người khác bị thương. |

- Các cơ quan ngoại giao của Hoa Kỳ tại Ai Cập, Libya, và Yemen bị tấn công, khiến 14 người chết tại Libya, trong đó có đại sứ Hoa Kỳ Christopher Stevens.

|}
|valign="top"  style="width:250px"|
|}